# Satyr Verlag

Das Verlagslogo

Der Satyr Verlag ist ein Berliner Independent-Verlag mit den Schwerpunkten Humor, Satire und unterhaltende Belletristik. Sitz des Verlags ist Berlin-Friedrichshain.

## Verlags-Geschichte

### Gründung
Der Verlag wurde 2005 von Peter Maassen als Teil des bundesweit agierenden Comedy- und Mediennetzwerks Blue-Fun gegründet (das vorrangig im Bereich Kleinkunst tätig ist) und in der Geschäftsform einer GbR geführt. Der namensgebende Satyr verweist auf lebensfrohe Waldgeister der griechischen Mythologie. Die ersten Titel des Verlags wurden von dem Berliner Autor Heiko Werning herausgegeben und betreut, die erste Verlagspublikation war im Juni 2005 die Kurzgeschichten-Sammlung Hähnchen leider des Berliner Lesebühnenautors Uli Hannemann. Bis Juli 2011 folgten 24 weitere Titel, deren erfolgreichster die Geschichtensammlung Sex – Von Spaß war nie die Rede war. Es gibt enge personelle Verflechtungen zwischen dem Verlag und der Szene der Berliner Lesebühnen: So erschienen bei Satyr sämtliche Publikationen der Lesebühne Brauseboys. Zu weiteren, überregional bekannten Autoren des Verlags gehören etwa Sarah Bosetti, Katinka Buddenkotte, Felix Lobrecht, Micha-El Goehre, Nils Heinrich, Anselm Neft, Sebastian Schnoy oder Ella Carina Werner.

### Entwicklung und Gegenwart
Im September 2011 übernahm der Schriftsteller und bisherige Satyr-Lektor Volker Surmann den Verlag und führt ihn seitdem als Einzelunternehmer fort. Statt wie früher Geschichtensammlungen prägen seitdem zunehmend auch Romane das Verlagsprogramm.

## Strukturen
Der Satyr Verlag ist Mitglied im Börsenverein des Deutschen Buchhandels und wird den „jungen Verlagen“ zugeordnet. Pro Jahr erscheinen acht bis zehn Unterhaltungs-Romane, Geschichtensammlungen oder Anthologien junger (oftmals Berliner) Schriftsteller aus der Autorenszene rund um Poetry Slam und Lesebühnen.

## Auszeichnung
- 2021 Kalenderpreis des Deutschen Buchhandels[2] (in zwei von sechs Kategorien)
- Preisträger Deutscher Verlagspreis 2022

## Belege
1. ↑  Neumitglieder-Interviews: Satyr-Verlag (Memento des Originals vom 7. April 2017 im Internet Archive)  Info: Der Archivlink wurde automatisch eingesetzt und noch nicht geprüft. Bitte prüfe Original- und Archivlink gemäß Anleitung und entferne dann diesen Hinweis., boersenverein.de, abgerufen am 14. September 2019.
2. ↑  Kalenderpreis 2020. Abgerufen am 2. Februar 2022 (deutsch).